# Lac Kivu
Pour les articles homonymes, voir Kivu (homonymie).
Le lac Kivu (2 700 km2), situé à la frontière de la république démocratique du Congo et du Rwanda, est l'un des Grands Lacs d'Afrique. Il est le plus dangereux des trois lacs méromictiques du continent, car contenant de grandes quantités de gaz toxique, asphyxiant et à effet de serre (sulfure d'hydrogène, gaz carbonique et méthane). Il pourrait brutalement dégazer en cas de tremblement de terre.

## Géographie
Son exutoire, la rivière Rusizi, alimente au sud le lac Tanganyika. Le lac a une altitude de 1 460 m. On y trouve Idjwi, la deuxième plus grande île à l'intérieur du continent africain avec une longueur de 40 km et une superficie de 285 km2. Au fond du lac, environ 500 m de sédiments recouvrent le socle cristallin précambrien. Au nord du lac, des anomalies magnétiques sont dues à d'anciens épanchements volcaniques. La salinité approche 4 ‰ au fond du lac.
Le premier Européen y ayant accédé fut un Allemand, le comte Gustav Adolf von Götzen, en 1894. Les villes congolaises de Goma et Bukavu sont voisines du lac. Au Rwanda, ce sont Gisenyi, Kibuye et Cyangugu. Il a gagné une triste notoriété lors du génocide des Tutsi au Rwanda de 1994, de nombreuses victimes y ayant été jetées.

## Origine
L'origine du lac Kivu est différente de celle des autres lacs de l'Est congolais qui sont pour la plupart d'origine tectonique (rift est-africain). Sa configuration morphologique ressemble à celle d'un lac de barrage naturel, avec ses nombreuses baies et îles, ces dernières disparaissant vers le nord.
Ce sont les volcans des montagnes des Virunga qui ont barré l'écoulement sud-nord d'un réseau hydrographique qui prenait ses sources sur le plateau des Bafulero, près du mont Mulhi.
Ce lac est caractérisé par une forte stratification thermique et chimique : du dioxyde de carbone, du sulfure d'hydrogène et du méthane sont assez fortement « piégés » dans les eaux profondes, mais pourraient épisodiquement être brutalement libérés avec des risques graves pour la population et la faune.

### Mythe de l'eau sacrée
Selon une légende de la région « des Grands Lacs », le lac Kivu serait fait des eaux de la reine du pays des Mille Collines. Cette reine, durant l'absence de son mari parti en guerre, aurait exigé d'un de ses serviteurs de la satisfaire sexuellement.Terrorisé à l'idée des futures représailles de son  roi, celui-ci s'approcha de la reine tout tremblant ; si bien qu'il n'aurait pas réussi à la pénétrer. Son pénis restant à l'extérieur, frotta contre son clitoris. Ces vibrations lui auraient donné tant de plaisir qu'elle éjacula et donna ainsi naissance au lac Kivu. 1.

## Méthane
Dans les années 1950/1960, des chercheurs belges ont montré  que ce lac recelait du méthane et du dioxyde de carbone (d'origine magmatique).
La genèse de ce méthane et l'explication de son accumulation ont été longtemps discutées ; on a notamment pensé qu'il était d'origine volcanique et/ou issu de matière organique en décomposition, et on cherche à mieux comprendre le fonctionnement des puits de méthane (dans les couches supérieures oxygénées du lac, certaines bactéries méthanotrophes dégradent le méthane avant qu'il ne gagne l'atmosphère) du lac.
Puis, les données apportées par deux expéditions conduites sur le lac, de même qu'une réévaluation des données acquises antérieurement, ont conclu que l'essentiel de ce méthane est biogénique (produit par la décomposition de résidus organiques grâce à l’action de bactéries et micro-organismes) et récent. Il aurait été formé par des organismes autrefois classés comme « bactéries méthanogènes » et aujourd'hui reclassés parmi les archées, un groupe de procaryotes distinct des bactéries et vivant dans les eaux anoxiques profondes, appartenant au groupe peu connu des crenarchae).
Ces bactéries auraient synthétisé du méthane à partir de dioxyde de carbone et d'hydrogène (qui sont eux tous abiogéniques).
On a ensuite supposé qu'une petite partie du méthane serait thermocatalytique, le reste étant issu d'une transformation du dioxyde de carbone en méthane par des bactéries méthanogènes.
Ici, à la différence du lac Nyos, c'est le méthane qui est la premières source de risque, car bien moins soluble que le dioxyde de carbone, et donc beaucoup plus proche du bouillonnement.

### Gisement exploitable?

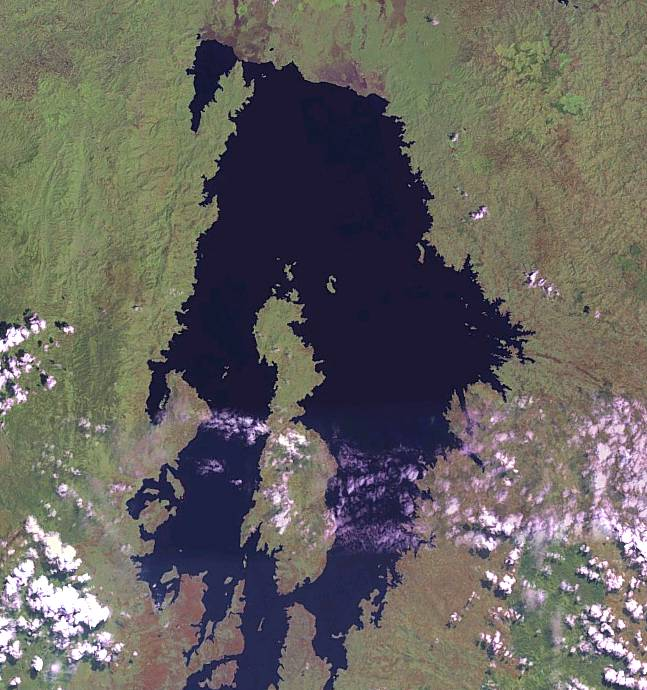
Le lac vu de l'espace.

On a récemment démontré qu'ici en profondeur (à partir d'une profondeur d'environ 300 m), en raison du système local de convection/diffusion particulier (superpositions de cellules de convection conservant une certaine stabilité,), caractérisé par un mélange turbulent diapycnal faible et un transport vertical par diffusion dominé par un phénomène de double diffusion (à partir de 120 m en février 2004) (conséquence d'un gradient élevé de salinité, et donc de densité et d'entrées de sources subaquatiques à différentes profondeurs, également responsables d'une teneur anormale de l'eau en zinc), que contrairement aux systèmes connus de double diffusion naturelle ou étudiés en laboratoire, le dioxyde de carbone et le CH4 dissous, contribuent de manière significative à la stratification en couches, avec des équilibres inhabituels entre l'effet stabilisateur de sels dissous et l'effet déstabilisateur de la température.
Des couches mixtes épaisses de 0,48 m en moyenne semblent néanmoins être en état de convection active, « l'épaisseur moyenne des interfaces (0,18 m) étant étonnamment constante et indépendante de la stratification à grande échelle. Les flux thermiques verticaux sont en bonne corrélation avec les mesures de température à travers les interfaces ».
Des changements sont observés dans le lac (réchauffement des eaux profondes, renforcement de la chimiocline principale qui évoque un débit accru des sources subaquatiques, ce qui pourrait expliquer de récents changements  dans le cycle des éléments nutritifs et la production de méthane du lac.
Le gisement potentiellement exploitable de méthane du lac a été estimé à plus de 50 (à pression et température ambiante) à 57 milliards de mètres cubes. Le 28 mars 2007, la République démocratique du Congo et le Rwanda ont signé un accord pour qu'une équipe de scientifiques étudie la faisabilité de l'exploitation du gisement. Ainsi, à condition qu'il n'y ait pas de perturbation de l'effet de chimiocline par l'exploitation, on espère à la fois pouvoir réduire le risque d'explosion et/ou d'asphyxie par remontée d'une grande bulle de méthane, au profit d'une production de carburant et/ou électricité.
En 2021, le projet KivuWatt extrait du méthane du lac pour générer 26 mégawatts (MW) d'électricité. Un contrat vise à atteindre 100 MW. Et des options sont étudiées pour vendre le dioxyde de carbone du lac comme produit commercial.
En janvier 2023, le gouvernement de la RDC accorde le droit à trois entreprises d'exploiter les trois blocs gaziers du lac Kivu. Il s'agit des Américains Symbion Power & Red, pour le bloc dit « Makelele » et Winds Exploration and Production LLC (bloc Idjwi) ainsi que des Canadiens d'Alfajiri Energy Corporation (bloc Lwandjofu).

### Risques naturels (ou anthropiques) liés au méthane

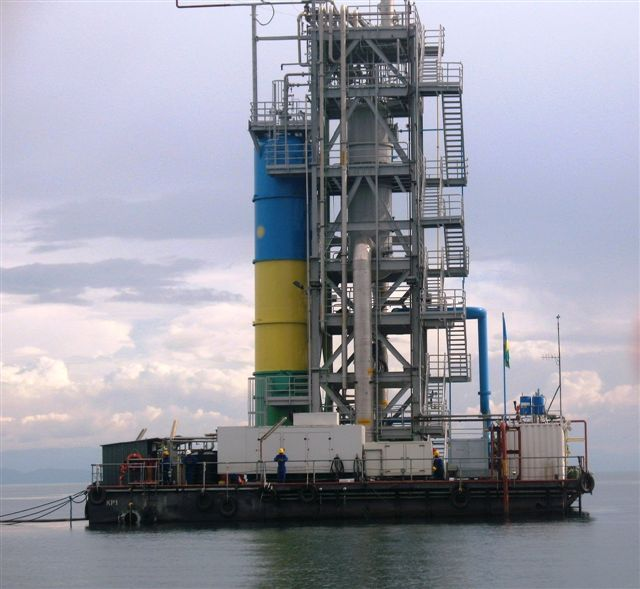
Une cheminée d'extraction du méthane sur le lac Kivu.

Le niveau précis de risque fait encore l'objet d'analyse et de discussion, mais le lac Kivu est l'un des trois lacs identifiés dans le monde entier susceptibles d'éruptions limniques graves (lac méromictique) ; les deux autres étant les lacs Nyos et Monoun au Cameroun.
En 2005, des géologues et géochimistes ont estimé que certains changements récents de comportement du lac sont des indices de risque accru d'une éruption incontrôlable de gaz et que « La libération d'une fraction de ces gaz, qui pourrait être déclenchée par une éruption de magma dans le lac, aurait des conséquences catastrophiques pour les deux millions de personnes vivant sur ses rives ».
Les premières évaluations de risques et de sécurité étaient basées sur l'hypothèse que les concentrations de gaz dissous dans les eaux profondes sont dans un état d'équilibre correspondant à un temps de séjour de 400 ans environ, avec un transport turbulent considéré comme principale voie de remontée verticale du dioxyde de carbone et du méthane. Or des mesures récentes et la réanalyse des processus de transport vertical ont radicalement modifié cette hypothèse : l'échange turbulent vertical apparait en fait comme étant faible et négligeable (comme le montrent un ensemble spectaculaire de plusieurs centaines de couches de diffusion double). Le temps moyen de séjour ne serait pas de 400 mais de 800–1 000 ans, alors que les enregistrements disponibles montrent une tendance récente à un accroissement de la production de méthane dans les sédiments du lac (+ 15 % en trente ans selon une étude récente, qui admet une augmentation des sources ou causes anthropiques, mais invite à ne pas exclure l'hypothèse d'une augmentation géogène de H2 et CH4), conduisant à une accumulation de gaz. Or plus l'eau profonde sera saturée en gaz, moins l'apport de chaleur nécessaire au déclenchement d'une libération « catastrophique » de gaz dévastateur sera important. S'il n'y a pas d'erreur dans la production actuelle de CH4 telle qu'estimée en 2005, la saturation en CH4 de l'eau profonde pourrait être atteinte avant 2100. Le réchauffement climatique pourrait être source anthropique d'aggravation de ce risque (réchauffement de surface de 0,58 °C en trente ans ; mais qui pourrait aussi être attribuée à la variabilité climatique). Une entrée d'environ 1 million de m3 de lave dans le lac Kivu après l'éruption du volcan Nyiragongo en janvier 2002 n'a pas eu d'effet grave,.
Ce lac abriterait 300 kilomètres cubes de dioxyde de carbone et 60 kilomètres cubes de méthane, pouvant remonter par des cheminées volcaniques, ce qui représente plus de 300 fois la quantité de gaz contenue dans le lac Nyos qui lors de son éruption avait fait 1 700 morts

## Économie et transports

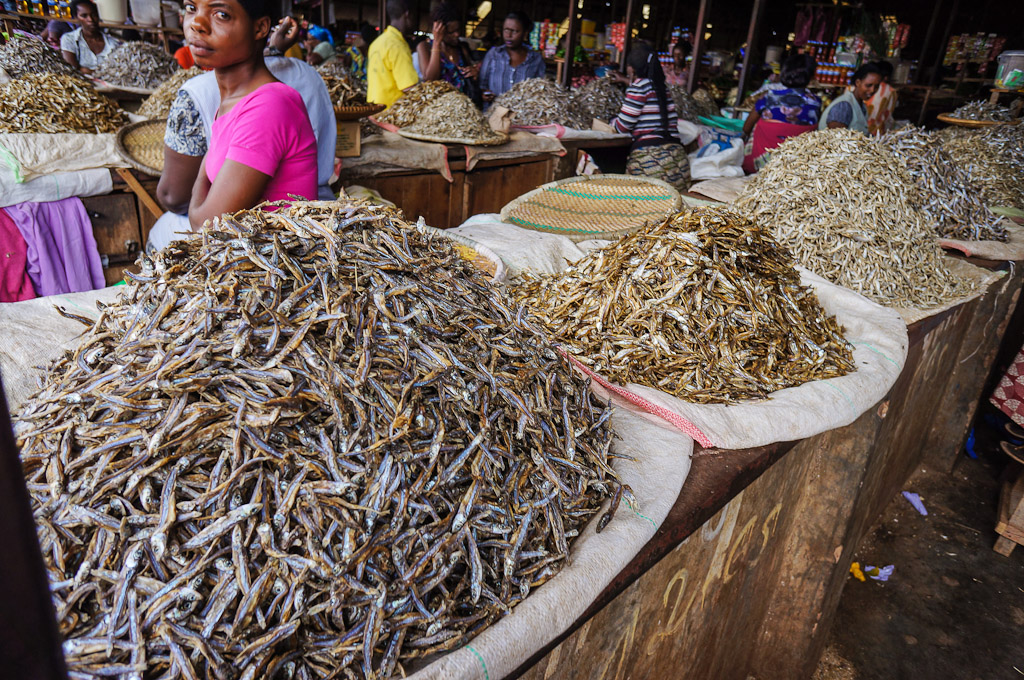
Petits poissons séchés (sambaza) du lac Kivu (Rwanda).

Il y a souvent des naufrages sur ce lac, surtout entre l'ile d'Idjwi et la ville de Kalehe. L'activité principale de ces endroits se déroule sur le lac, en particulier pour le transport de biens. Les habitants réclament un bac. Il y a, pour la partie congolaise, 4 vedettes affectées par la Société nationale des chemins de fer du Congo (SNCC), mais elles ne permettent pas de transporter beaucoup de marchandises, et le prix du transport est trop cher. Toutefois ces navettes peuvent desservir l'ensemble des endroits accostables du lac. D'après le chef de chantier de la SNCC à Bukavu, les bateaux Karisimbi et Mikeno, capables de transporter 140 tonnes de fret chacun, sont en cours de réparation après divers naufrages et pannes, et leur retour est espéré courant 2024. -,.

## Galerie

Vues du lac Kivu
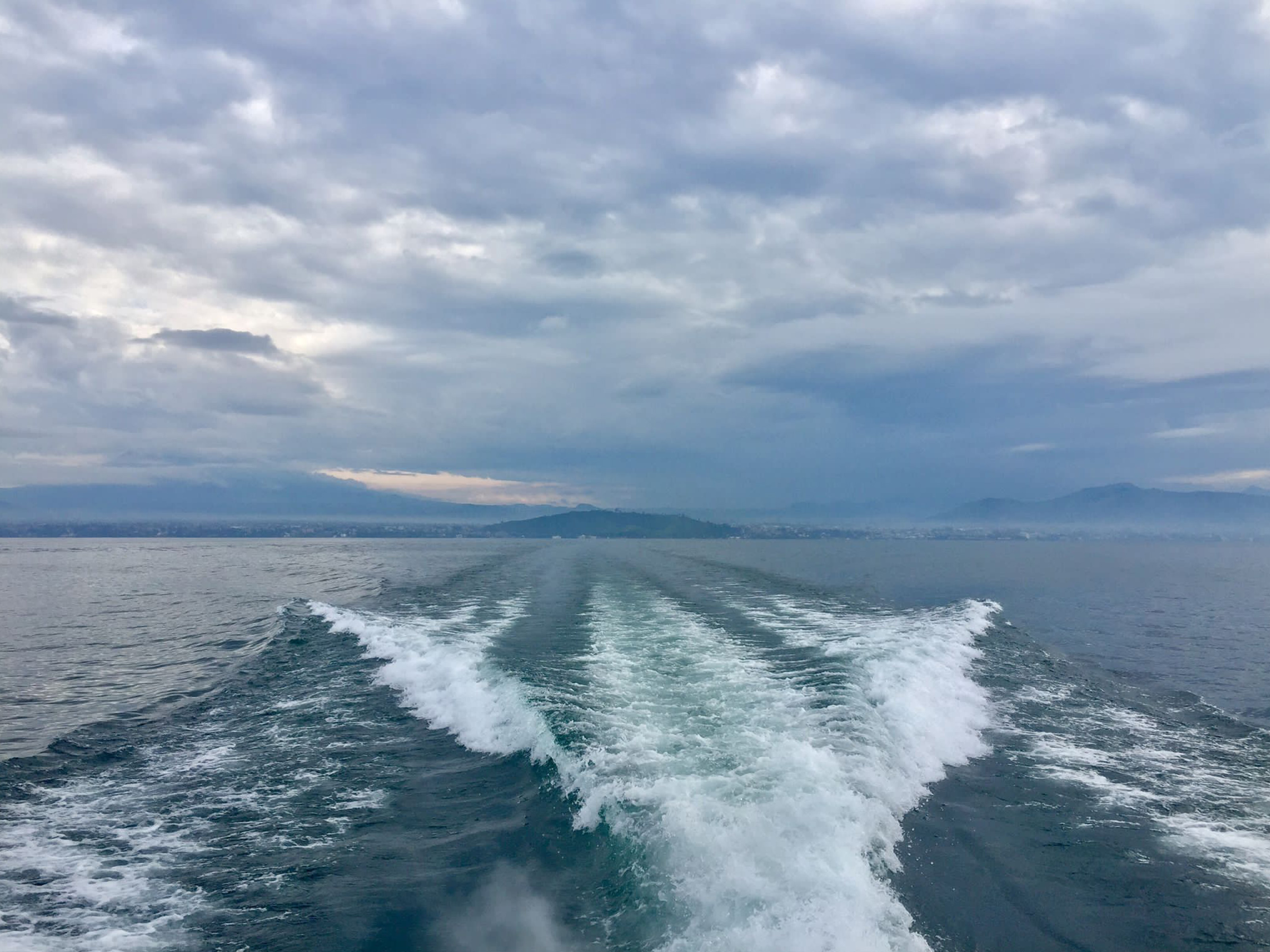
Les traces du bateau sur le Lac Kivu
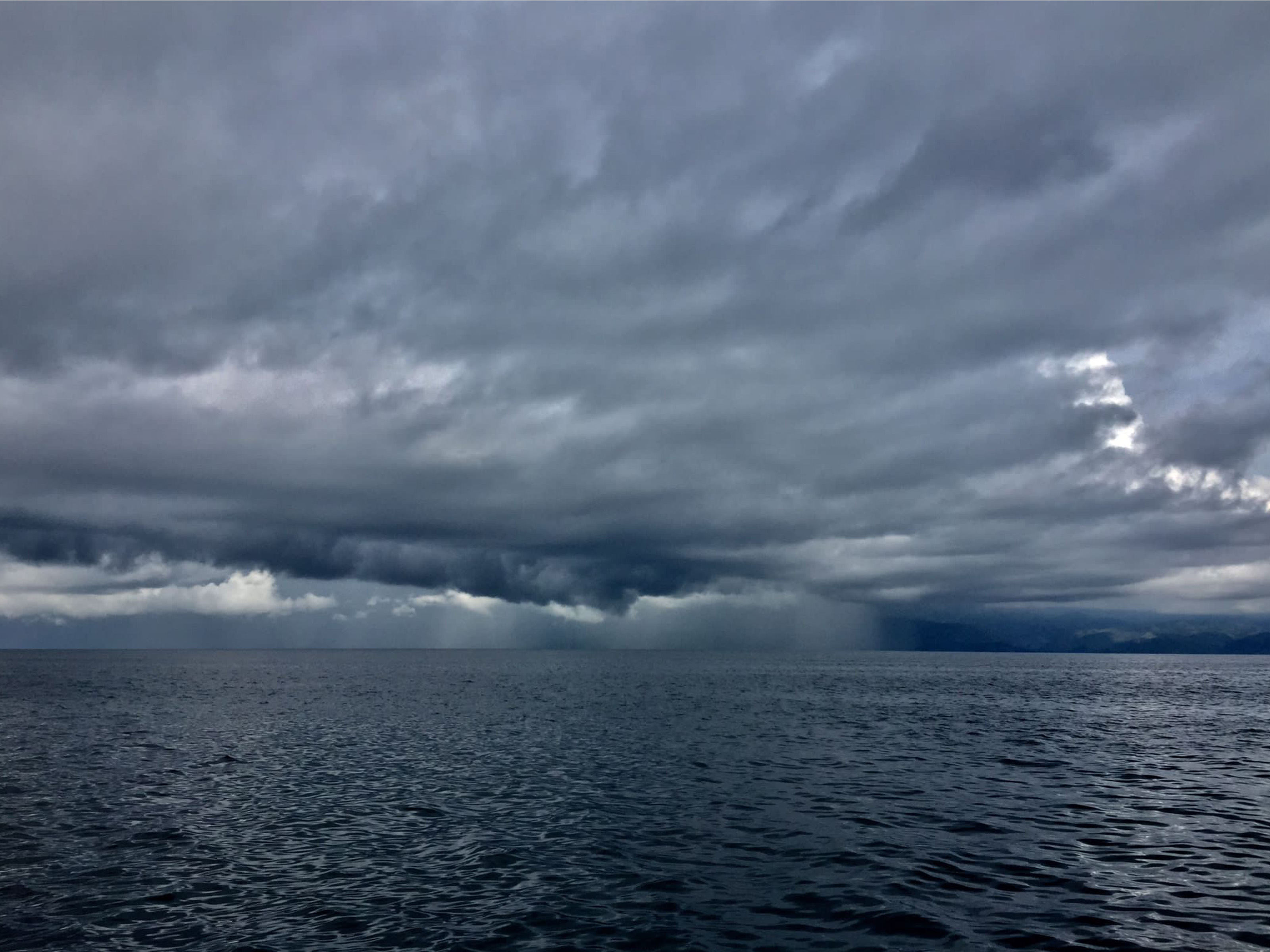
Au cœur du lac Kivu
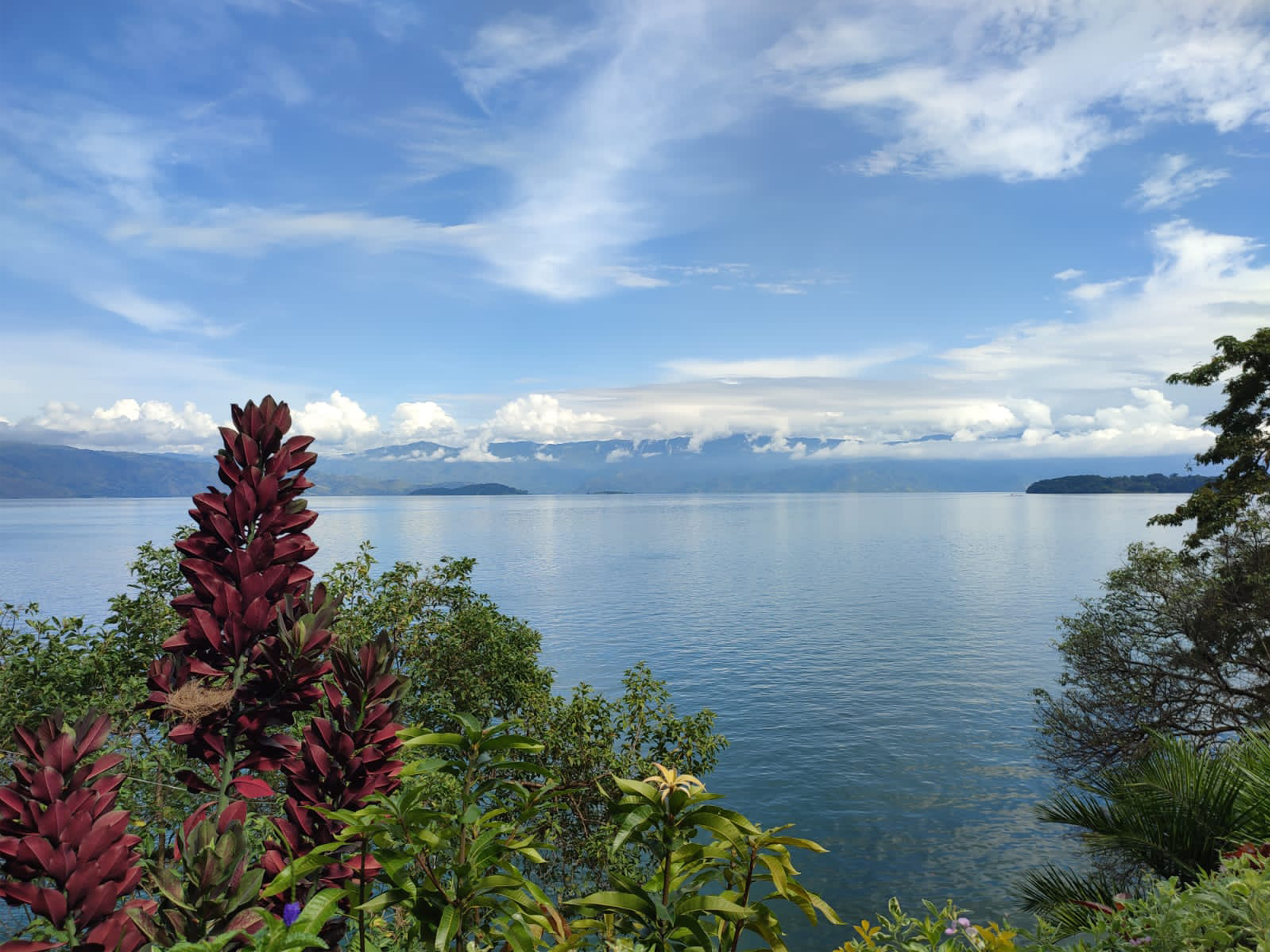
La belle vue du Lac Kivu depuis l'île d'Idjwi
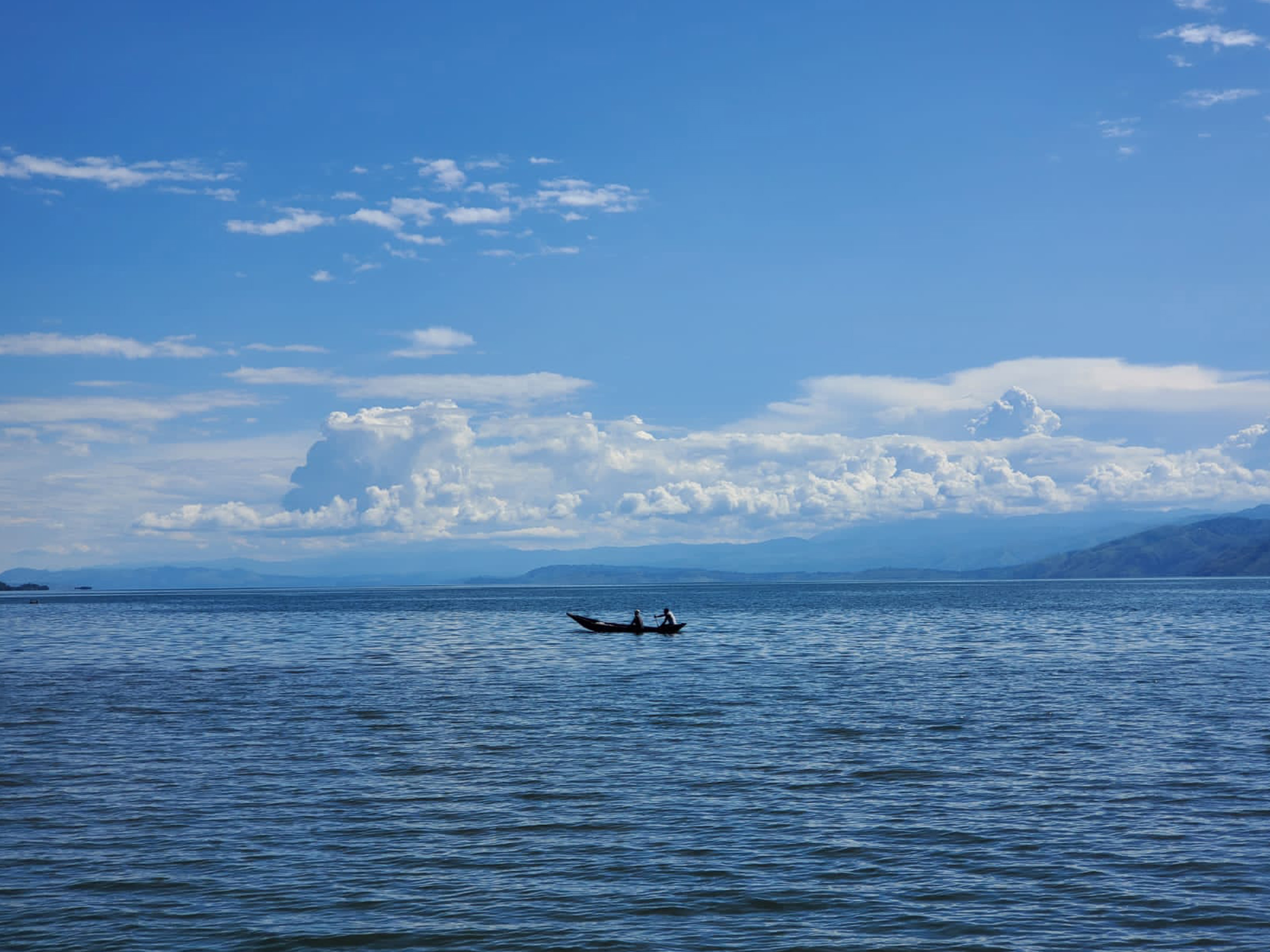
Les Pêcheurs sur le lac kivu
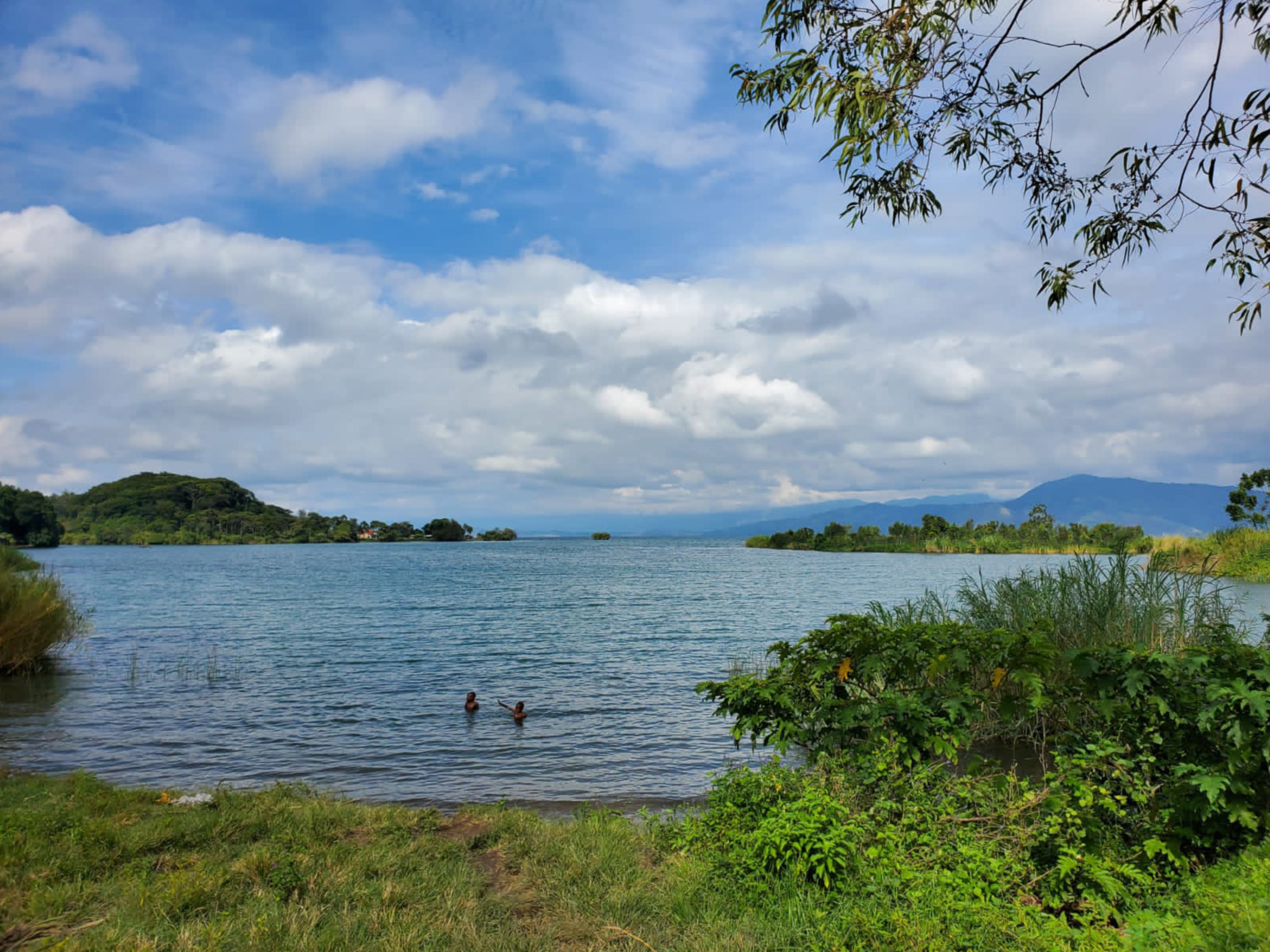
Baignade des enfants dans le lac Kivu